# Premiul Pritzker
Premiul Pritzker (engleză Pritzker Architecture Prize), premiu de renume mondial pentru arhitectură, este acordat anual „pentru a onora un arhitect în viață sau arhitecți a căror planuri de construcție prezintă o combinație între talent, viziune și angajament, care a adus contribuții consistente și semnificative umanitatății și mediului de construcție prin arta arhitecturii”. Fondat în 1979 de Jay A. Pritzker și soția sa Cindy, premiul este finanțat de familia Pritzker și sponsorizat de Fundația Hyatt. Este considerat unul dintre primele premii de arhitectură din lume, și este adesea denumit Premiul Nobel pentru arhitectură.

## Laureați
| Anul | Laureat                                       | Naționalite                 | Foto                                                                | Exemplu de lucrare (anul finalizat) | Exemplu de lucrare (anul finalizat)                                   | Locația ceremoniei                                      | Ref.          |
| ---- | --------------------------------------------- | --------------------------- | ------------------------------------------------------------------- | ----------------------------------- | --------------------------------------------------------------------- | ------------------------------------------------------- | ------------- |
| 1979 | Philip Johnson                                | Statele Unite               | The inaugural laureate Philip Johnson behind an architectural model |                                     | Glass House (1949)                                                    | Dumbarton Oaks, Washington DC                           | [ 6 ]         |
| 1980 | Luis Barragán                                 | Mexic                       |                                                                     |                                     | Torres de Satélite (1957)                                             | Dumbarton Oaks, Washington DC                           | [ 5 ]         |
| 1981 | James Stirling                                | Regatul Unit                |                                                                     |                                     | Seeley Historical Library (1968)                                      | National Building Museum, Washington DC                 | [ 7 ]         |
| 1982 | Kevin Roche                                   | Irlanda · Statele Unite     |                                                                     |                                     | Knights of Columbus Building (1969)                                   | Art Institute of Chicago                                | [A]           |
| 1983 | Ieoh Ming Pei                                 | Statele Unite               |                                                                     |                                     | National Gallery of Art, East Building (1978)                         | Metropolitan Museum of Art, New York City               | [B]           |
| 1984 | Richard Meier                                 | Statele Unite               |                                                                     |                                     | High Museum of Art (1983)                                             | National Gallery of Art, Washington DC                  | [ 3 ]         |
| 1985 | Hans Hollein                                  | Austria                     |                                                                     |                                     | Abteiberg Museum (1982)                                               | The Huntington Library, San Marino, California          | [ 3 ]         |
| 1986 | Gottfried Böhm                                | Germania (Germania de Vest) |                                                                     |                                     | Christi Auferstehung, Köln (1968)                                     | Worshipful Company of Goldsmiths, Londra                | [ 3 ]         |
| 1987 | Kenzō Tange                                   | Japonia                     |                                                                     |                                     | St. Mary's Cathedral, Tokyo (1964)                                    | Kimbell Art Museum, Fort Worth, Texas                   | [ 9 ]         |
| 1988 | Gordon Bunshaft (premiu comun)                | Statele Unite               | –                                                                   |                                     | Beinecke Rare Book and Manuscript Library (1963)                      | Art Institute of Chicago                                | [ 3 ] [ 10 ]  |
| 1988 | Oscar Niemeyer (premiu comun)                 | Brazilia                    |                                                                     |                                     | Cathedral of Brasília (1958)                                          | Art Institute of Chicago                                | [ 3 ] [ 10 ]  |
| 1989 | Frank Gehry                                   | Canada · Statele Unite      |                                                                     |                                     | Walt Disney Concert Hall (2003)                                       | Tōdai-ji, Nara, Japonia                                 | [C]           |
| 1990 | Aldo Rossi                                    | Italia                      |                                                                     |                                     | Bonnefanten Museum (1990)                                             | Palazzo Grassi, Veneția                                 | [ 11 ]        |
| 1991 | Robert Venturi                                | Statele Unite               |                                                                     |                                     | National Gallery, Sainsbury Wing (1991)                               | Palace of Iturbide, Mexico City                         | [ 12 ]        |
| 1992 | Álvaro Siza Vieira                            | Portugalia                  |                                                                     |                                     | Pavilion of Portugal in Expo'98 (1998)                                | Harold Washington Library, Chicago                      | [ 13 ]        |
| 1993 | Fumihiko Maki                                 | Japonia                     |                                                                     |                                     | Tokyo Metropolitan Gymnasium (1991)                                   | Prague Castle                                           | [ 9 ]         |
| 1994 | Christian de Portzamparc                      | Franța                      | –                                                                   |                                     | French Embassy, Berlin (2003)                                         | The Commons, Columbus, Indiana                          | [ 14 ]        |
| 1995 | Tadao Ando                                    | Japonia                     |                                                                     |                                     | Church of the Light (1989)                                            | Petit Trianon, Versailles                               | [ 15 ]        |
| 1996 | Rafael Moneo                                  | Spania                      |                                                                     |                                     | Kursaal Palace (1999)                                                 | Getty Center, Los Angeles                               | [ 8 ]         |
| 1997 | Sverre Fehn                                   | Norvegia                    | –                                                                   |                                     | Norwegian Glacier Museum (1991)                                       | Guggenheim Museum Bilbao                                | [ 16 ]        |
| 1998 | Renzo Piano                                   | Italia                      |                                                                     |                                     | Kansai International Airport (1994)                                   | White House, Washington DC                              | [ 17 ]        |
| 1999 | Norman Foster                                 | Regatul Unit                | 1999 winner Norman Foster, giving a speech behind a lecturn         |                                     | Millennium Bridge (London) (2000)                                     | Altes Museum, Berlin                                    | [ 8 ]         |
| 2000 | Rem Koolhaas                                  | Țările de Jos               |                                                                     |                                     | Casa da Música, Porto (2003)                                          | Jerusalem Archaeological Park                           | [ 18 ]        |
| 2001 | Jacques Herzog & Pierre de Meuron             | Elveția                     | –                                                                   |                                     | Tate Modern (2000)                                                    | Monticello, Charlottesville, Virginia                   | [ 19 ]        |
| 2002 | Glenn Murcutt                                 | Australia                   |                                                                     |                                     | Berowra Waters Inn (1983)                                             | Campidoglio, Roma                                       | [ 20 ]        |
| 2003 | Jørn Utzon                                    | Danemarca                   | –                                                                   |                                     | Sydney Opera House (1973)                                             | Royal Academy of Fine Arts of San Fernando, Madrid      | [ 21 ]        |
| 2004 | Zaha Hadid                                    | Irak · Regatul Unit         |                                                                     |                                     | Contemporary Arts Center (2003)                                       | Hermitage Museum, Sankt Petersburg                      | [D]           |
| 2005 | Thom Mayne                                    | Statele Unite               | –                                                                   |                                     | San Francisco Federal Building (2007)                                 | Pritzker Pavilion, Chicago                              | [ 22 ]        |
| 2006 | Paulo Mendes da Rocha                         | Brazilia                    |                                                                     |                                     | Saint Peter Chapel, Campos do Jordão, São Paulo (1987)                | Dolmabahçe Palace, Istanbul                             | [ 23 ]        |
| 2007 | Richard Rogers                                | Italia · Regatul Unit       |                                                                     |                                     | Lloyd's building (1986)                                               | Banqueting House, Whitehall, London                     | [E]           |
| 2008 | Jean Nouvel                                   | Franța                      |                                                                     |                                     | Torre Agbar (2005)                                                    | Library of Congress, Washington DC                      | [ 8 ] [ 25 ]  |
| 2009 | Peter Zumthor                                 | Elveția                     |                                                                     |                                     | Therme Vals (1996)                                                    | Legislative Palace of the City Council, Buenos Aires    | [ 8 ] [ 26 ]  |
| 2010 | Kazuyo Sejima and Ryue Nishizawa              | Japonia                     |                                                                     |                                     | 21st Century Museum of Contemporary Art, Kanazawa (2003)              | Ellis Island, New York City                             |               |
| 2011 | Eduardo Souto de Moura                        | Portugalia                  |                                                                     |                                     | Estádio Municipal de Braga (2004)                                     | Andrew W. Mellon Auditorium, Washington DC              | [ 27 ]        |
| 2012 | Wang Shu                                      | China                       |                                                                     |                                     | Ningbo Museum (2008)                                                  | Great Hall of the People, Beijing                       | [ 28 ]        |
| 2013 | Toyo Ito                                      | Japonia                     |                                                                     |                                     | Sendai Mediatheque (2001)                                             | John F. Kennedy Presidential Library and Museum, Boston | [ 29 ]        |
| 2014 | Shigeru Ban                                   | Japonia                     |                                                                     |                                     | Centre Pompidou-Metz (2010)                                           | Rijksmuseum, Amsterdam                                  | [ 30 ]        |
| 2015 | Frei Otto                                     | Germania                    | –                                                                   |                                     | Olympic Stadium, Munich (1972)                                        | New World Center, Miami                                 | [†]           |
| 2016 | Alejandro Aravena                             | Chile                       |                                                                     |                                     | Siamese Towers, Pontifical Catholic University of Chile (2005)        | United Nations Headquarters, New York City              | [ 33 ] [ 34 ] |
| 2017 | Rafael Aranda, Carme Pigem, and Ramón Vilalta | Spania                      | –                                                                   |                                     | Sant Antoni Library, Barcelona (2008)                                 | Akasaka Palace, Tokyo                                   | [ 35 ]        |
| 2018 | B. V. Doshi                                   | India                       |                                                                     |                                     | Indian Institute of Management Bangalore (1977–1992, multiple phases) | Aga Khan Museum, Toronto                                | [ 36 ] [ 37 ] |
| 2019 | Arata Isozaki                                 | Japonia                     |                                                                     |                                     | Art Tower Mito (1990)                                                 | Palace of Versailles                                    | [ 38 ]        |
| 2020 | Yvonne Farrell și Shelley McNamara            | Irlanda                     |                                                                     |                                     | The Grafton Building of Bocconi University (2007)                     |                                                         | >             |
| 2021 | Anne Lacaton                                  | Franța                      |                                                                     |                                     |                                                                       |                                                         |               |
| 2022 | Francis Kéré                                  | BFA                         |                                                                     |                                     |                                                                       |                                                         |               |